# Державний лад Польщі
Польща — унітарна держава з двоступеневою системою адміністративно-територіального поділу: воєводства (16) - Гміни (2468).

## Конституція Польщі
Відповідно до Конституції 1997 Польща є за формою правління парламентською Республікою. Політичний режим - демократичний.
Теперішня конституційна система Польщі склалася в результаті серії реформ, розпочатих у кінці 1980-х рр. У квітні 1989 р. була відновлена двопалатна структура польського парламенту, а державна рада, вищий колегіальний орган державної влади, був ліквідований і одночасно заснований інститут одноосібного глави держави Президента, що обирається Національними зборами Польщі. Зміни та доповнення до Конституції, прийняті у грудні 1989 р., фактично змінили характер основ суспільного устрою країни, визнали і надали рівний захист різних форм власності, ввели принцип політичного плюралізму. Восени 1990 р. до Конституції були внесені зміни, що стосуються виборів Президента. Глава держави став обиратися безпосередньо громадянами країни. Значним етапом стало прийняття 17 жовтня 1992 Конституційного закону про взаємні відносини між законодавчою і виконавчою владою, а також територіальний самоврядування, що отримав назву Малої конституції.
Діюча Конституція прийнята Національними зборами 2 квітня 1997 і схвалена на референдумі 25 травня 1997
Законодавча влада в Польщі належить Сейму і Сенату - двом палатам польського парламенту. Нижня палата - Сейму здійснює контроль за діяльністю уряду в обсязі, визначеному приписами Конституції і законів.

## Вищі органи державної влади
Законодавчу владу в Республіці Польща здійснюють Сейм і Сенат. Сейм контролює діяльність Ради Міністрів у межах, передбачених Конституцією і законами. Він складається з 460 депутатів. Вибори до Сейму є загальними, рівними, прямими, пропорційними і відбуваються таємним голосуванням. Сенат складається зі 100 сенаторів. Вибори до Сенату є загальними, прямими; проводяться таємним голосуванням. Вибори призначає Президент Республіки. Сейм і Сенат обираються на чотирирічний строк повноважень. Обиратися до Сейму може кожний громадянин, який має право обиратися і якому виповнився на день виборів 21 рік; до Сенату — кожний польський громадянин, який має право обирати і якому на день виборів виповнилося 30 років.
Кандидатів у депутати і в сенатори можуть висувати політичні партії, а також виборці. Конституція забороняє балотуватися одночасно до Сейму та
Сенату. Дійсність обрання затверджується Верховним Судом, а виборець має право на підставі принципів, обумовлених законом, звертатися до Верховного Суду з протестом про визнання виборів недійсними. До компетенції Сейму належить затвердження програми діяльності уряду і винесення йому вотуму довіри, контроль за його діяльністю; утворення Конституційного трибуналу, Державного трибуналу, Найвищої Палати контролю, обрання Уповноваженого з прав громадян. Він виконує також ряд зовнішньополітичних функцій. Сейм від імені Республіки Польща приймає рішення про стан війни і укладення миру. Сейм може приймати постанову про стан війни тільки в разі збройного нападу на територію Республіки Польща або в разі необхідності виконання міжнародних договорів про спільну оборону від агресії. Якщо Сейм не може зібратися на засідання, рішення про стан війни приймає Президент Республіки. Головною функцією Сейму є законодавство. Він приймає Конституцію, конституційні закони (разом із Сенатом та Президентом), постанови.

## Президент республіки
Президент Республіки підписує закон протягом 21 дня з дати подання і віддає наказ про його офіційну публікацію. До підписання закону Президент має право звернутися до Конституційного трибуналу. Президент не може відмовити у підписанні закону, якщо Трибунал визнав його відповідним Конституції. Замість звернення до Конституційного трибуналу він має право передати закон Сейму на новий розгляд. Після повторної постанови Сейму про закон більшістю 3 / 5 голосів Президент Республіки зобов'язаний підписати його протягом 7 днів.
Главою держави є Президент Республіки, який вважається її верховним представником і гарантом безперервності державної влади. Президент обирається безпосередньо громадянами на +5-річний строк і може бути обраний повторно тільки один раз.
Президент Республіки представник як держави в зовнішніх відносинах ратифікує і денонсує міжнародні договори, про що повідомляє Сейм і Сенат, призначає і відкликає повноважних представників Республіки, приймає вірчі і відкличні грамоти дипломатичних представників. При здійсненні своїх повноважень зовнішньополітичних Президент взаємодіє з Головою Ради міністрів і компетентним міністром. Президент є верховним головнокомандуючим збройними силами Польщі. Він призначає на вищі військові посади, присвоює військові звання, віддає наказ про мобілізацію, нагороджує орденами і медалями, надає польське громадянство, застосовує право помилування.
Президент віддає розпорядження щодо проведення виборів до Сейму та Сенату, а в окремих випадках має право скоротити термін їх повноважень. Президент може розпорядитися провести всенародний референдум з важливих для держави питань, що вимагають участі всіх громадян у прийнятті рішення (таким референдумом, наприклад, було голосування з питання вступу Польщі до Європейського Союзу). Президент має право вільного вибору в призначенні голови Ради міністрів, проте ще не було випадку, щоб президент довірив завдання формування нового уряду політику, який не користується підтримкою більшості депутатів Сейму. Президент також очолює Збройні Сили, призначає Командувача Генеральним штабом і командуючих всіх родів військ, а під час війни призначає Головнокомандувача Збройними Силами та може видати наказ про загальну мобілізацію. Президент виконує свої завдання за допомогою таких установ, як: Канцелярія президента РП, Бюро національної безпеки та Група радників президента РП. Рада міністрів складається із Голови Ради міністрів і міністрів. У його складі можуть бути також віце-голови Ради міністрів, голови певних в законах комітетів.